# Jessica Chastainová
Jessica Michelle Chastainová (nepřechýleně Chastain, * 24. března 1977 Sacramento) je americká herečka a filmová producentka, držitelka Oscara a Zlatého glóbu pro nejlepší herečku. V roce 2012 byla časopisem Time zařazena na seznam 100 nejvlivnějších lidí světa.
V roce 1998 debutovala titulní rolí v Shakespearově hře Romeo a Julie. Po absolutoriu herectví na Juilliard School, podepsala smlouvu s televizním producentem Johnem Wellsem. Ztvárnila hostující role v několika televizních seriálech a účinkovala také v několika divadelních inscenacích. Po svém filmovém debutu v dramatu Jolene (2008) zaznamenala v roce 2011 průlom se šesti filmy, včetně dramat Úkryt a Strom života. Za své role aspirující prominentky v dramatu Černobílý svět (2011) a analytičky CIA v thrilleru 30 minut po půlnoci získala nominace na Oscara.
Většího komerčního úspěchu se jí dostalo díky sci-fi filmům Interstellar (2014) a Marťan (2015) a hororu To Kapitola 2 (2019). Další uznání získala za role silných žen v dramatech Válka bez pravidel (2014), Případ Sloane (2016) a Velká hra (2017) a televizní minisérii Scény z manželského života (2021). Poté ztvárnila Tammy Faye Bakker v životopisném filmu Očima Tammy Faye (2021), za níž získala Oscara za nejlepší herečku, a Tammy Wynette v životopsné minisérii George & Tammy (2022).
Na Broadwayi účinkovala v divadelních hrách The Heiress (2012) a Domeček pro panenky (2023). Za druhou zmíněnou hru obdržela nominaci na cenu Tony za nejlepší herečku v divadelní hře. Je zakladatelkou produkční společnosti Freckle Films, která byla vytvořena na podporu rozmanitosti ve filmu, a je investorkou fotbalového klubu Angel City FC.

## Filmografie

### Film
| Rok  | Název                                       | Role                     | Poznámky                               |
| ---- | ------------------------------------------- | ------------------------ | -------------------------------------- |
| 2008 | Jolene                                      | Jolene                   |                                        |
| 2009 | Stolen                                      | Sally Ann                |                                        |
| 2010 | The Westerner                               | Danielova matka          | krátkometrážní; také producentka       |
| 2010 | Dluh                                        | mladá Rachel Singer      |                                        |
| 2011 | Úkryt                                       | Samantha LaForche        |                                        |
| 2011 | Coriolanus                                  | Virgilia                 |                                        |
| 2011 | Strom života                                | paní O'Brienová          |                                        |
| 2011 | Černobílý svět                              | Celia Foote              |                                        |
| 2011 | Wilde Salome                                | Salome                   | dokumentární                           |
| 2011 | Texaský kat                                 | vyšetřovatelka Pam Stall |                                        |
| 2012 | Madagaskar 3                                | Gia                      |                                        |
| 2012 | Země bez zákona                             | Maggie Beauford          |                                        |
| 2012 | C.K. Williams: Tar                          | paní Williamsová         |                                        |
| 2012 | 30 minut po půlnoci                         | Maya                     |                                        |
| 2013 | Mama                                        | Annabel                  |                                        |
| 2013 | Zmizení Eleanor Rigbyové                    | Eleanor Rigbyová         | také producentka                       |
| 2014 | Frøken Julie                                | slečna Julie             |                                        |
| 2014 | Interstellar                                | Murphy „Murph“ Cooper    |                                        |
| 2014 | Válka bez pravidel                          | Anna Morales             |                                        |
| 2015 | Unity                                       | vypravěčka               | dokumentární                           |
| 2015 | Marťan                                      | Melissa Lewis            |                                        |
| 2015 | Purpurový vrch                              | Lucille Sharpe           |                                        |
| 2016 | Lovec: Zimní válka                          | Sara                     |                                        |
| 2016 | Případ Sloane                               | Elizabeth Sloane         |                                        |
| 2017 | I Am Jane Doe                               | vypravěčka               | dokumentární; také výkonná producentka |
| 2017 | Úkryt v zoo                                 | Antonina Żabińska        | také výkonná producentka               |
| 2017 | Velká hra                                   | Molly Bloom              |                                        |
| 2017 | Žena jde napřed                             | Catherine Weldon         |                                        |
| 2019 | X-Men: Dark Phoenix                         | Vuk / Margaret           |                                        |
| 2019 | To Kapitola 2                               | Beverly Marsh            |                                        |
| 2020 | Creating a Character: The Moni Yakim Legacy | sama sebe                | dokumentární; také výkonná producentka |
| 2020 | Ava: Bez soucitu                            | Ava Kaulkner             | také producentka                       |
| 2021 | The Forgiven                                | Jo Henninger             |                                        |
| 2021 | Očima Tammy Faye                            | Tammy Faye Bakker        | také producentka                       |
| 2022 | Kód 355                                     | Mason Brown              | také producentka                       |
| 2022 | Čas aramgedonu                              | Maryanne Trump           | cameo                                  |
| 2022 | Dobrá sestra                                | Amy Loughren             |                                        |
| 2023 | Memory                                      | Sylvia                   |                                        |
| 2025 | Nebezpečné sny                              | Jennifer                 |                                        |

### Televize
| Rok       | Název                      | Role             | Poznámky                            |
| --------- | -------------------------- | ---------------- | ----------------------------------- |
| 2004      | Dark Shadows               | Carolyn Stoddard | pilotní díl, který se nevysílal     |
| 2004      | Pohotovost                 | Dahlia Taslitz   | díl: „Odpusť a zapomeň“             |
| 2004      | Veronica Mars              | Sarah Williams   | díl: „Holka od vedle“               |
| 2005–2006 | Zákon a pořádek: Porota    | Sigrun Borg      | 3 díly                              |
| 2006      | Zločiny ze sousedství      | Casey Wirth      | díl: „The Rapist Next Door“         |
| 2006      | Krvavé svědectví           | Laura Green      | díl: „Pilot“                        |
| 2006      | Černovous                  | Charlotte Ormand | minisérie                           |
| 2007      | Cestovatel                 | Tanna Bloom      | díl: „Friendly Skies“               |
| 2010      | Hercule Poirot             | Mary Debenham    | díl: „Vražda v Orient expresu“      |
| 2016      | Zvířátka                   | Sarah (dabing)   | díl: „Turkeys“                      |
| 2018      | Saturday Night Live        | ona sama         | díl: „Jessica Chastain/Troye Sivan“ |
| 2021      | Scény z manželského života | Mira             | minisérie                           |
| 2022–2023 | George & Tammy             | Tammy Wynette    | minisérie; také výkonná producentka |

### Divadlo
| Rok  | Název                     | Role             | Divadlo                                      |
| ---- | ------------------------- | ---------------- | -------------------------------------------- |
| 1998 | Romeo a Juliet            | Juliet Capulet   | Mountain View Center for the Performing Arts |
| 2004 | The Cherry Orchard        | Anya             | Williamstown Theatre Festival                |
| 2004 | Rodney's Wife             | Lee              | Playwrights Horizons                         |
| 2006 | Salome                    | Salome           | Wadsworth Theatre                            |
| 2009 | Othello                   | Desdemona        | The Public Theatre                           |
| 2012 | The Heiress               | Catherine Sloper | Walter Kerr Theatre                          |
| 2017 | The Children's Monologues | 13letá dívka     | Carnegie Hall                                |
| 2023 | Domeček pro panenky       | Nora Helmer      | Hudson Theatre                               |